# Italydella ceminata
Italydella ceminata är en tvåvingeart som beskrevs av Townsend 1927. Italydella ceminata ingår i släktet Italydella och familjen parasitflugor. Inga underarter finns listade i Catalogue of Life.